# テルロール

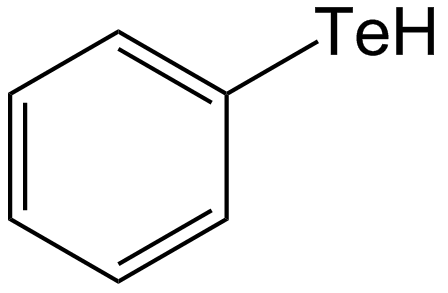
テルロール化合物の一つであるベンゼンテルロール

テルロール(Tellurol)は、酸素がテルルに置換した、アルコールやフェノールのテルロールである。テルロール、セレノール、チオールは似た性質を持つが、テルロールが最も不安定である。有機テルル化合物として代表的なものであるが、その不安定さのためにあまり研究されていない。テルロール誘導体には、テルロエステル(RC(O)TeR')やテルロシアン酸(RTeCN)がある。

## 性質
アルキルテルロールは、無色の液体で、強い匂いを持つ。サンプルにはジアルキルジテルリドが不純物として含まれるために、通常黄色を呈する。室温付近では、メタンテルロールはテルル元素を失って分解する。空気中で発火することが報告されている。
アリルテルロールはより安定で、無色の結晶として得られる。最も安定なテルロールの1つは、トリス(トリメチルシリル)メタン及びそのアナログの嵩高いシリル化誘導体である。容易に単離できるテルロールには、(Me3Si)3CTeH、(Me3Si)3SiTeH及び(Me3Si)3GeTeH等がある。

### 酸塩基の性質
テルロールの酸性度は、テルル化水素(H2Te)の酸性度及び解離定数によって推測できる。H2Teの酸解離定数は2.3 × 10−3で、これに対応するpKaは2.64である。H2SやH2Seと比較して、より低いPka、より高い解離定数である。pKaは、(Me3Si)3CSeHが10.8なのに対し、(Me3Si)3CTeHは9.3である。
水素結合が存在しないため、沸点が低い。

## 合成
合成された最初のテルロールはエタンテルロールで、1926年にグリニャール試薬から合成された。最も頻繁に用いられる方法は、ジテルリド(R2Te2)の還元である。